# Mydaea minor
Mydaea minor este o specie de muște din genul Mydaea, familia Muscidae, descrisă de Ma și Wu în anul 1986. Conform Catalogue of Life specia Mydaea minor nu are subspecii cunoscute.